# Asperula assamica
Asperula assamica là một loài thực vật có hoa trong họ Thiến thảo. Loài này được Meisn. mô tả khoa học đầu tiên năm 1864.